# Piniphantes
Piniphantes es un género de arañas araneomorfas de la familia Linyphiidae. Se encuentra en la zona paleártica.

## Lista de especies
Según The World Spider Catalog 12.0:
- Piniphantes cinereus (Tanasevitch, 1986)
- Piniphantes cirratus (Thaler, 1986)
- Piniphantes himalayensis (Tanasevitch, 1987)
- Piniphantes macer (Tanasevitch, 1986)
- Piniphantes pinicola (Simon, 1884)
- Piniphantes plumatus (Tanasevitch, 1986)
- Piniphantes uzbekistanicus (Tanasevitch, 1983)
- Piniphantes zonsteini (Tanasevitch, 1989)